# Негрито
Негрито (у другом контексту црнчићи) је назив за етничку скупину која претежно настањује изоловане пределе југоисточне Азије. Међу њима, најбројнији су Андаманци Андаманских и Никобарских острва, групе Семанга у Малајског полуострва, Маници јужног Тајланда. У ову групу народа спадају и племена Ета и Ати, која живе у изолованим регијама Филипина, углавном у Лузону и Минданау, док је племе Џаргил сасвим изумрло.

## Етимологија
Термин негрито је деминутив шпанске речи Negro са значењем црнчићи. Овај народ су први пут употребили у 16. веку Шпанци када су колонизујући одређене крајеве у југоисточној Азији налетели на домородачко црначко становништво према релативно ниском расту. Коришћење шпанског епитета Negrillos је довео до мешања са домороцима Пигмејима у централној Африци.
Како је у српском језику множина назива Негритоси, следи да је у енглеском језику Negritoes, а у шпанском Negritos.

## Порекло
Порекло ове скупине народа није јасно утврђено, међутим неки научници их сматрају потомцима првих имиграната из Африке, населивши ове просторе још за време каменог доба. Према другим мишљењима сматрају се потомцима аустрало-меланежанског прастановништва Аустронезије, које је можда било сродно аустралијским домороцима.

## Географска дистрибуција
Дистрибуција (подела) се одређује на основу региона у којима Негритоси претежно живе.
- Андаманци или Андаманези: Андаманска и Никобарска острва
  - Велики Андаманци: Андаманска и Никобарска острва - 52
  - Џарауци: Јужни Андаман - 380
  - Онге: Мали Андаман - 101
  - Сентинелци или Сентинелези: Острво Северни Сентинел - 39
- Ати: Минданао - око 2.000
- Ета: непознато - између 20.000 и 30.000
- Семанги: Малајско полуострво - 4.600
- Маници: јужни Тајланд - 300